# Lista centralelor electrice din România
Aceasta este o listă cu principalele centrale termice din România.

## Termocentrale din România
O termocentrală pe combustibili fosili este o unitate industrială care produce energie electrică prin arderea cărbunelui, petrolului sau gazului natural. Căldura rezultată este utilizată pentru a transforma apa în abur sub presiune, care antrenează o turbina cu abur conectată la un generator electric. În ultimele decenii, aceste centrale au început să fie decomisionate treptat, pe fondul preocupărilor legate de schimbările climatice, al noilor reglementări de mediu și al scăderii competitivității față de sursele regenerabile. Multe dintre ele sunt vechi, ineficiente și costisitor de întreținut, iar impactul lor asupra sănătății publice și mediului le face din ce în ce mai puțin acceptabile social.
| Nume                              | Combustibil fosil              | Oraș         | Coordonate                                      | Capacitate unitară (MW)                    | Operator                      |
| --------------------------------- | ------------------------------ | ------------ | ----------------------------------------------- | ------------------------------------------ | ----------------------------- |
| Centrala Electrica Turceni        | Lignit (decomisionare în 2030) | Turceni      | 44°40′07″N 23°24′21″E / 44.668622°N 23.405771°E | 1320 MW                                    | Complexul Energetic Oltenia   |
| Centrala Electrică Rovinari       | Lignit (decomisionare în 2030) | Rovinari     | 44°54′24″N 23°08′18″E / 44.906803°N 23.138344°E | 660 MW 330 MW (renovare)                   | Complexul Energetic Oltenia   |
| Centrala Electrică Brazi          | Gaz natural                    | Brazi        | 44°52′49″N 25°59′56″E / 44.880334°N 25.99896°E  | 860 MW                                     | OMV Petrom                    |
| Centrala Electrică Borzești       | Cărbune și gaz natural         | Borzești     | 46°15′02″N 26°49′59″E / 46.250669°N 26.833098°E | 655 MW                                     | Termoelectrica                |
| Centrala Electrică București Sud  | Cocs și gaz natural            | București    | 44°24′17″N 26°09′08″E / 44.404645°N 26.152332°E | 550 MW                                     | Termoelectrica                |
| Centrala Electrică Galați         | Cocs și gaz natural            | Galați       | 45°26′10″N 27°58′53″E / 45.43603°N 27.981362°E  | 535 MW                                     | Termoelectrica                |
| Centrala Electrică Ișalnița       | Lignit și gaz natural          | Ișalnița     | 44°23′19″N 23°43′05″E / 44.388562°N 23.718002°E | 315 MW (suspendată; decomisionare în 2026) | Complexul Energetic Oltenia   |
| Centrala Electrică București Vest | Cocs și gaz natural            | București    | 44°25′26″N 25°58′38″E / 44.423889°N 25.977222°E | 310 MW                                     | Termoelectrica                |
| Centrala Electrică Iernut         | Gaz natural                    | Iernut       | 46°28′04″N 24°11′00″E / 46.467749°N 24.18329°E  | 300 MW                                     | Romgaz                        |
| Centrala Electrică Craiova II     | Cărbune și gaz natural         | Craiova      | 44°20′43″N 23°48′53″E / 44.345251°N 23.814647°E | 300 MW                                     | Electrocentrale Craiova       |
| Centrala Electrică Borzești II    | Cărbune și gaz natural         | Borzești     |                                                 | 250 MW                                     | Termoelectrica                |
| Centrala Electrică Fântânele      | Gaz natural                    | Fântânele    |                                                 | 250 MW                                     | Termoelectrica                |
| Centrala Electrică Halânga        | Cărbune                        | Halânga      | 44°40′36″N 22°41′06″E / 44.676667°N 22.685°E    | 247 MW                                     | R.A. Activitati Nucleare      |
| Centrala Electrică Buzău          | Cocs și gaz natural            | Buzău        | 45°09′45″N 26°49′10″E / 45.1625°N 26.819444°E   | 207 MW                                     | Termoelectrica                |
| Centrala Electrică Oradea         | Cărbune                        | Oradea       |                                                 | 205 MW                                     | Electrocentrale Oradea        |
| Centrala Electrică Govora         | Cărbune și gaz natural         | Govora       | 45°02′20″N 24°17′14″E / 45.038945°N 24.287274°E | 200 MW                                     | Termoelectrica                |
| Centrala Electrică Progresu       | Cocs și gaz natural            | București    | 44°22′22″N 26°06′26″E / 44.372778°N 26.107222°E | 200 MW                                     | Termoelectrica                |
| Centrala Electrică Iași I         | Cocs și gaz natural            | Iași         | 47°09′30″N 27°35′30″E / 47.158333°N 27.591667°E | 150 MW                                     | Termoelectrica                |
| Centrala Electrică Paroșeni       | Huilă                          | Hunedoara    | 45°54′48″N 22°49′32″E / 45.913333°N 22.825556°E | 150 MW                                     | Complexul Energetic Hunedoara |
| Centrala Electrică Giurgiu        | Cărbune                        | Giurgiu      |                                                 | 150 MW                                     | Termoelectrica                |
| Centrala Electrică Brazi II       | Gaz natural                    | Brazi        |                                                 | 150 MW                                     | OMV Petrom                    |
| Centrala Electrică Paroșeni       | Huilă                          | Jiu-Paroșeni | 45°21′53″N 23°15′40″E / 45.364750°N 23.260975°E | 150 MW                                     | Complexul Energetic Hunedoara |
| Centrala Electrică Pitești Sud    | Cărbune și gaz natural         | Pitești      | 44°51′30″N 24°52′00″E / 44.858333°N 24.866667°E | 136 MW                                     | Termoelectrica                |
| Centrala Electrică Brazi          | Cărbune și gaz natural         | Negoiești    | 44°52′58″N 26°00′30″E / 44.8829°N 26.008265°E   | 130 MW                                     | Termo Ploiesti                |
| Centrala Electrică Arad           | Cărbune și gaz natural         | Arad         | 46°13′16″N 21°19′41″E / 46.221096°N 21.328157°E | 112 MW                                     | Termoelectrica                |
| Centrala Electrică Grozăvești     | Cocs și gaz natural            | București    | 44°26′25″N 26°03′46″E / 44.440278°N 26.062778°E | 100 MW                                     | Termoelectrica                |
| Centrala Electrică Iași II        | Cocs și gaz natural            | Iași         |                                                 | 100 MW                                     | Termoelectrica                |
| Centrala Electrică Holboca        | Cocs și gaz natural            | Holboca      |                                                 | 100 MW                                     | Termoelectrica                |
| Centrala Electrică Palas          | Cocs și gaz natural            | Constanța    |                                                 | 100 MW                                     | Termoelectrica                |
| Centrala Electrică Brașov         | Cărbune și gaz natural         | Brașov       |                                                 | 100 MW                                     | Termoelectrica                |
| Centrala Electrică Suceava        | Cărbune                        | Suceava      |                                                 | 100 MW                                     | Termica Suceava               |
| Centrala Electrică Mintia         | Gaz natural                    | Mintia       | 45°54′50″N 22°49′31″E / 45.914004°N 22.825234°E | suspendată                                 | Mass Group Holding ( Irak)    |

## Hidrocentralele din România
Un baraj este o lucrare hidrotehnică, zidită sau din beton, ce acumulează apă într-un lac de retenție. O hidrocentrală este unitatea industrială care utilizează turbine hidraulice și generatoare electrice pentru a transforma forța potențială a apei în energie electrică.
| Nume                                       | Locație               | Coordonate                                        | Capacitate instalată (MW) | Generare anuală (GWh)                |
| ------------------------------------------ | --------------------- | ------------------------------------------------- | ------------------------- | ------------------------------------ |
| Centrala Hidroelectrică Porțile de Fier I  | Drobeta-Turnu Severin | 44°40′24″N 22°31′55″E / 44.6732766°N 22.5320363°E | 1,166                     | 5.24 TWh (România) 5.65 TWh (Serbia) |
| Centrala Hidroelectrică Porțile de Fier II | Porțile de Fier II    | 46°47′20″N 22°34′02″E / 46.7889°N 22.5671625°E    | 321                       | 1.3 TWh (România) 1.31 TWh (Serbia)  |
| Centrala Hidroelectrică Lotru-Ciunget      | Ciunget               | 45°26′49″N 23°46′05″E / 45.4470051°N 23.7681913°E | 800                       | 1.15 TWh                             |
| Centrala Hidroelectrică Râul Mare          | Râul Mare             | 45°20′15″N 22°43′13″E / 45.3376069°N 22.7201986°E | 335                       | 650                                  |
| Centrala Hidroelectrică Mărișelu           | Mărișelu              | 46°43′56″N 23°21′03″E / 46.732167°N 23.350806°E   | 221                       | 560                                  |
| Centrala Hidroelectrică Vidraru            | Argeș                 | 45°22′00″N 24°37′51″E / 45.3667°N 24.6307°E       | 220                       | 400                                  |
| Centrala Hidroelectrică Bicaz-Stejaru      | Bicaz                 | 46°56′19″N 26°06′10″E / 46.9386307°N 26.1028719°E | 210                       | 500                                  |
| Centrala Hidroelectrică Ruieni             | Turnu Ruieni          | 45°25′34″N 22°28′32″E / 45.4260459°N 22.475667°E  | 153                       | 264                                  |
| Barajul Oașa                               | Sebeș                 | 45°35′17″N 23°37′41″E / 45.588°N 23.628°E         | 150                       | 250                                  |
| Barajul Șugag                              | Șugag                 | 45°41′21″N 23°36′34″E / 45.689244°N 23.6093831°E  | 150                       | 260                                  |
| Centrala Hidroelectrică Remeți             | Remeți                | 44°40′24″N 22°42′56″E / 44.6732766°N 22.7156°E    | 146                       |                                      |
| Barajul Brădișor                           | Brădișor              | 45°21′18″N 24°06′18″E / 45.355°N 24.105°E         | 115                       | 223                                  |
| Centrala Hidroelectrică Tismana            | Tismana               | 45°02′40″N 22°56′50″E / 45.0444035°N 22.9472423°E | 106                       | 262                                  |

## Centrala nucleară din România

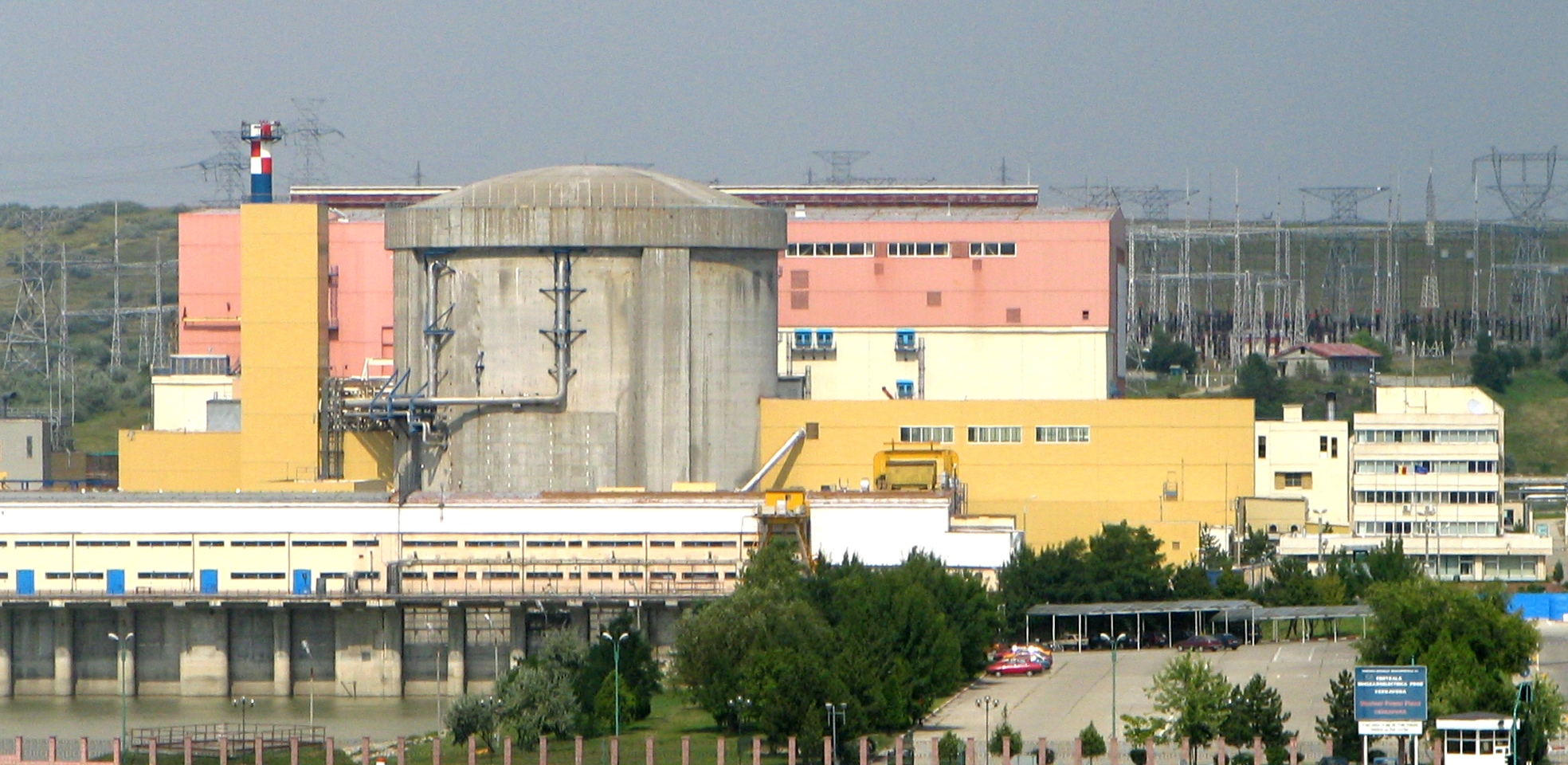
Centrala nucleară de la Cernavodă

O centrală nucleară produce energie electrică prin fisiunea controlată a atomilor de uraniu în reactoarele nucleare. Procesul generează căldură, care este folosită pentru a produce abur sub presiune, abur care antrenează o turbină cu abur conectată la un generator electric.
În România, centrala de la Cernavodă este singura unitate nucleară în funcțiune, utilizând tehnologia CANDU cu apă grea, și asigură aproximativ 20% din necesarul anual de energie electrică al țării.
| Nume                        | Locație   | Coordonate                                       | Tip   | Capacitate | Generare anuală (GWh) |
| --------------------------- | --------- | ------------------------------------------------ | ----- | ---------- | --------------------- |
| Centrala Nucleară Cernavodă | Cernavodă | 44°19′13″N 28°03′34″E / 44.3203019°N 28.059361°E | CANDU | 1400 MW    | 10.044 (2024)         |

## Parcuri eoliene din România

Capacitatea instalată a energiei eoliene în România

O centrală electrică eoliană este un ansamblu de turbine eoliene care transformă energia cinetică a vântului în energie electrică. Fiecare turbină utilizează forța vântului pentru a roti un rotor conectat la un generator electric. Energia produsă este colectată și transmisă în rețeaua națională de distribuție.
România are un potențial eolian semnificativ, estimat la aproximativ 14.000 MW, concentrat în special în regiunea Dobrogea, una dintre cele mai favorabile din Europa pentru exploatarea energiei vântului.
| Nume | Capacitate                                                                             | Operator                                                |
| --- | -------------------------------------------------------------------------------------- | ------------------------------------------------------- |
| Parcul Eolian Fântânele-Cogealac | - 85 MW - 262,5 MW - 252,5 MW Total: 600 MW                                            | Tomis Team Ovidiu Development                           |
| Parcurile eoliene: 1. Târgușor 2. Sălbatica 1 3. Sălbatica 2 4. Corugea 5. Nicolae Bălcescu-Târgușor 6. Sfânta Elena 7. Valea Nucarilor 8. Topolog | - 119,6 MW - 70 MW - 70 MW - 70 MW - 59,8 MW - 48,3 MW - 34 MW - 27 MW Total: 498,7 MW | PPC Renewables România                                  |
| Parcurile eoliene: - Făcăeni - Peștera - Cernavodă 1 - Cernavodă 2 - Sarichioi - Albești - Cobadin 1 - Vutcani                                     | - 132 MW - 90 MW - 69 MW - 69 MW - 33 MW - 28 MW - 26 MW - 24 MW Total: 471 MW         | EDP Renováveis                                          |
| Parcurile eoliene: - Alpha Wind Nord 1+3 - Cas Sud 2 - Ventus Nord 2                                                                               | - 81,3 MW - 75,9 MW - 69 MW Total: 226,2 MW                                            | Verbund Wind Power Romania                              |
| Parcurile eoliene: - Pantelimon - Însurăței - Schela 3 - Vârlezi - Cuza Vodă - Pechea 2 - Frumușita 1 (Apolo)                                      | - 123 MW - 10 MW - 8 MW - 6 MW - 6 MW - 6 MW - 6 MW Total: 165 MW                      | Ingka Investments Renewable Energy Romania              |
| Parcul eolian Crucea Nord | 108 MW                                                                                 | Crucea Wind Farm                                        |
| Parcul eolian Topolog-Dorobanțu | 84 MW                                                                                  | Land Power SRL                                          |
| Parcul eolian Mihai Viteazu 1 | 80 MW                                                                                  | Eolica Dobrogea One                                     |
| Parcul eolian Chirnogeni | 80 MW                                                                                  | EP Wind Project Six                                     |
| Parcul eolian Corni | 70 MW                                                                                  | Corni Eolian                                            |
| Parcul eolian Băleni | 50 MW                                                                                  | Alizeu Eolian SRL                                       |
| Parcul eolian Gemenele | 48,3 MW                                                                                | Brăila Winds                                            |
| Parcul eolian Dorobanțu | 45 MW                                                                                  | East Wind Farm                                          |
| Parcul eolian Stejaru | 34,5 MW                                                                                | Ecoenergia                                              |
| Parcul eolian Babadag 3 | 30 MW                                                                                  | Group Investment Corp                                   |
| Parcul eolian Siliștea 1 | 25 MW                                                                                  | Veroniki Wind                                           |
| Parcurile eoliene: - Topliceni - Grebănu | - 10 MW - 10 MW Total: 20 MW                                                           | Energy Tech Entera SRL                                  |
| Parcurile eoliene: - Curcubata - Horia | - 11,5 MW - 7,5 MW Total: 19 MW                                                        | Societatea de Administrare a Participațiilor în Energie |
| Parcul eolian Cerna | 17,5 MW                                                                                | Energia Verde Ventuno                                   |

## Parcuri fotovoltaice din România

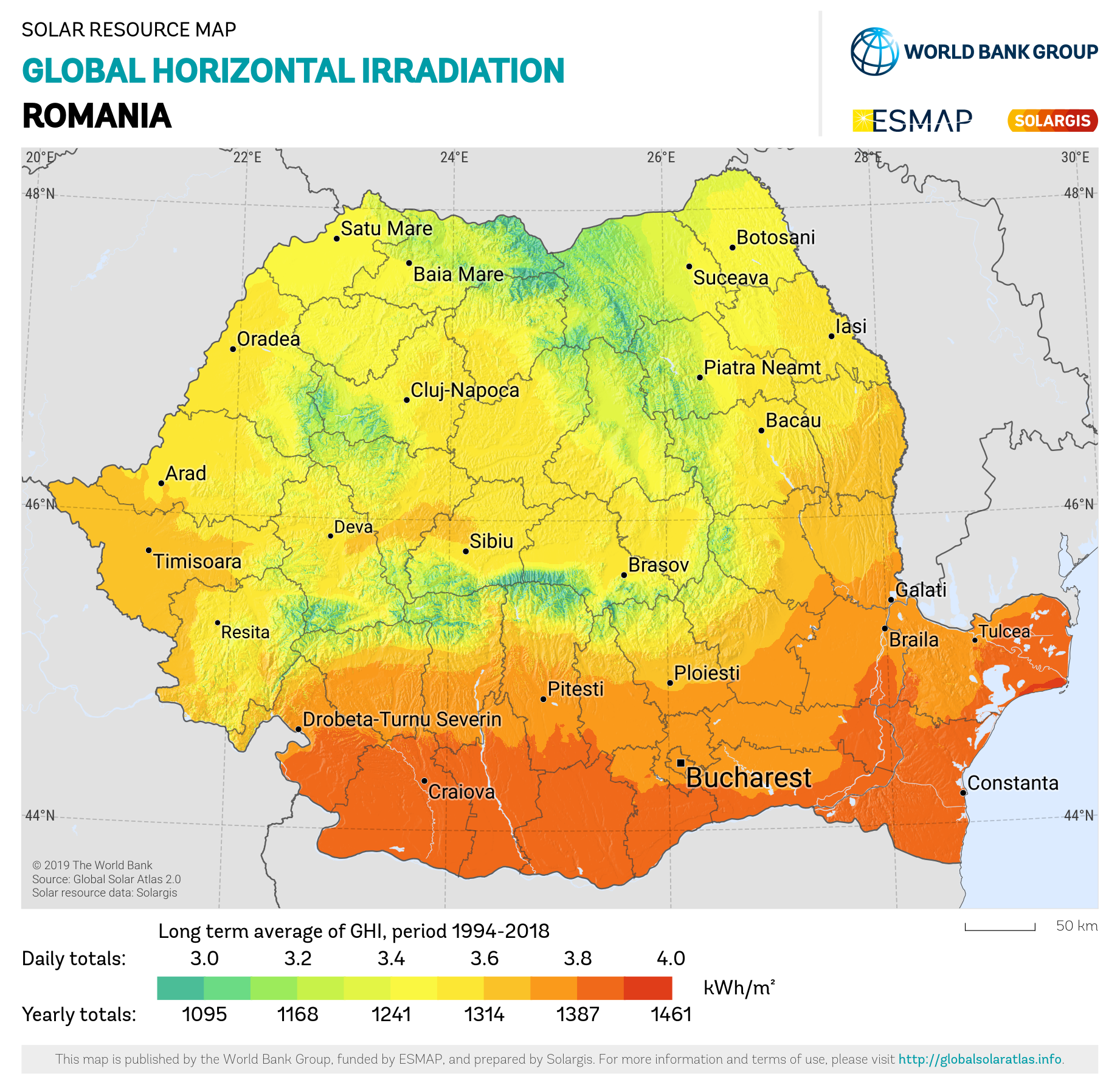
Insolarea solară în România

Un parc fotovoltaic este o unitate de producție a energiei electrice formată dintr-un ansamblu de panouri solare fotovoltaice, care transformă energia solară direct în energie electrică, prin intermediul efectului fotoelectric. Panourile sunt dispuse pe terenuri întinse, orientate optim către soare, și conectate la invertoare care convertesc curentul continuu generat în curent alternativ, compatibil cu rețeaua electrică națională.
România are un potențial solar ridicat, mai ales în sudul și sud-estul țării, iar în ultimii ani s-au dezvoltat numeroase proiecte de parcuri fotovoltaice, în special în zonele cu terenuri agricole degradate sau neutilizate. Energia fotovoltaică este o energie regenerabilă, curată și silențioasă, cu impact redus asupra mediului. Producția de energie depinde de radiația solară, fiind maximă în zilele senine și scăzută noaptea sau în condiții meteo nefavorabile.
| Nume                                | Locație          | Coordonate                                      | Panouri fotovoltaice | Capacitate | Producție anuală | Operator                      |
| ----------------------------------- | ---------------- | ----------------------------------------------- | -------------------- | ---------- | ---------------- | ----------------------------- |
| Parcul fotovoltaic Rățești          | Rățești          | 44°42′04″N 25°10′55″E / 44.701111°N 25.181944°E | 135000               | 155 MW     |                  | Econergy & Nofar Energy       |
| Parcul fotovoltaic Ucea de Sus      | Ucea             | 45°44′00″N 24°41′00″E / 45.733333°N 24.683333°E | 332000               | 82 MW      | 115 GWh          | Hareon                        |
| Parcul fotovoltaic Sebiș            | Sebiș            | 46°25′39″N 22°06′23″E / 46.4275°N 22.106389°E   | 317000               | 65 MW      | 91 GWh           | Promocion Inversolar 65       |
| Parcul fotovoltaic Livada           | Livada           | 46°25′39″N 22°06′23″E / 46.4275°N 22.106389°E   | 230000               | 56 MW      | 33.6 GWh         | Bester Generation             |
| Parcul fotovoltaic Izvoarele        | Izvoarele        | 44°03′N 25°48′E / 44.05°N 25.8°E                | 215000               | 50 MW      | 70 GWh           | LJG Green Energy Source Gamma |
| Parcul fotovoltaic Slobozia         | Slobozia         | 43°52′00″N 25°54′00″E / 43.866667°N 25.9°E      | 180000               | 45 MW      | 63 GWh           | Samsung                       |
| Parcul fotovoltaic Târgu Cărbunești | Târgu Cărbunești | 44°55′56″N 23°32′21″E / 44.932315°N 23.539284°E | 80000                | 20 MW      | 28 GWh           | Tinmar                        |
| Parcul fotovoltaic Bucșani          | Bucșani          | 44°20′41″N 25°40′20″E / 44.344722°N 25.672222°E | 41624                | 10 MW      | 18 GWh           | Tinmar                        |